# Cosmosatyrus milesi
Cosmosatyrus milesi är en fjärilsart som beskrevs av Archibald C. Weeks. Cosmosatyrus milesi ingår i släktet Cosmosatyrus och familjen praktfjärilar. Inga underarter finns listade i Catalogue of Life.